# Liste der Biografien/Bouy
Liste der Biografien |
Portal Biografien |
Personensuche
# |
A |
B |
C |
D |
E |
F |
G |
H |
I |
J |
K |
L |
M |
N |
O |
P |
Q |
R |
S |
T |
U |
V |
W |
X |
Y |
Z |
?
 
Ba |
Be |
Bd |
Bg |
Bh |
Bi |
Bj |
Bl |
Bm |
Bn |
Bo |
Br |
Bs |
Bu |
Bw |
By |
Bz
 
Boa–Boc |
Bod |
Boe |
Bof |
Bog |
Boh |
Boi–Bok |
Bol |
Bom |
Bon |
Boo |
Bop |
Boq |
Bor |
Bos |
Bot |
Bou |
Bov–Boz
 
Boua |
Boub |
Bouc |
Boud |
Boue |
Bouf |
Boug |
Bouh |
Boui |
Bouj |
Bouk |
Boul |
Boum |
Boun |
Boup |
Bouq |
Bour |
Bous |
Bout |
Bouu |
Bouv |
Bouw |
Boux |
Bouy |
Bouz
Die Liste der Biografien führt alle Personen auf, die in der deutschsprachigen Wikipedia einen Artikel haben. Dieses ist eine Teilliste mit 12 Einträgen von Personen, deren Namen mit den Buchstaben „Bouy“ beginnt.

## Bouy
- Bouy, Baboucarr, gambischer Beamter und Politiker
- Bouy, Ouasim (* 1993), niederländischer Fußballspieler

### Bouya
- Bouya, Jean-Jacques (* 1962), kongolesischer Politiker
- Bouyain, Sarah (* 1968), französisch-burkinische Regisseurin und Autorin

### Bouye
- Bouye, A. J. (* 1991), US-amerikanischer American-Football-Spieler
- Bouyer, Franck (* 1974), französischer Radrennfahrer
- Bouyer, Louis (1913–2004), französischer katholischer Theologe
- Bouyer-Decitre, Patricia (* 1976), französische Informatikerin
- Bouyeri, Mohammed (* 1978), marokkanisch-niederländischer Mörder von Theo van Gogh

### Bouyg
- Bouygues, Francis (1922–1993), französischer Unternehmer, Gründer des Bauunternehmens Bouygues
- Bouygues, Martin (* 1952), französischer UnternehmerMartin Bouygues (* 1952)

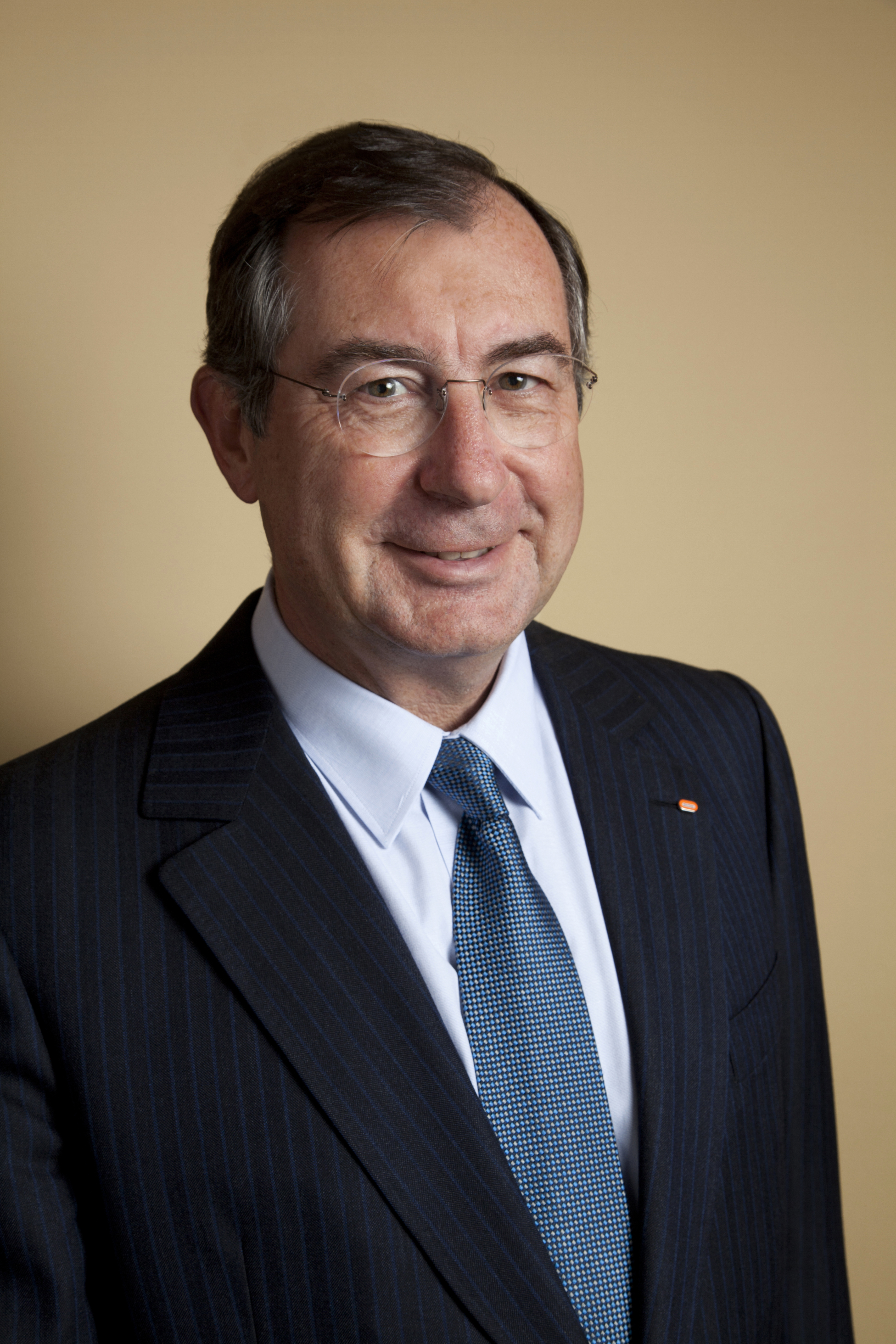
Martin Bouygues (* 1952)

- Bouygues, Olivier (* 1950), französischer Unternehmer